# ISO 3166-2:BI
Kódy ISO 3166-2 pro Burundi identifikují 18 provincií (stav v listopadu 2015). První část (BI) je mezinárodní kód pro Burundi, druhá část sestává ze dvou písmen identifikujících provincii.

## Změny
- Věstník I-4 Archivováno 6. 6. 2011 na Wayback Machine. přidává BI-MW
- Věstník II-2 odebírá provincii Bujumbura (BI-BJ), přidává BI-BM a BI-BL

## Seznam kódů
| kód   | provincie        |
| ----- | ---------------- |
| BI-BB | Bubanza          |
| BI-BM | Bujumbura Mairie |
| BI-BL | Bujumbura Rural  |
| BI-BR | Bururi           |
| BI-CA | Cankuzo          |
| BI-CI | Cibitoke         |
| BI-GI | Gitega           |
| BI-KR | Karuzi           |
| BI-KY | Kayanza          |
| BI-KI | Kirundo          |
| BI-MA | Makamba          |
| BI-MU | Muramvya         |
| BI-MY | Muyinga          |
| BI-MW | Mwaro            |
| BI-NG | Ngozi            |
| BI-RT | Rutana           |
| BI-RM | Rumonge          |
| BI-RY | Ruyigi           |